# Ммаэ, Райан
Райан Ммаэ Нвабебен Кабир (англ. Ryan Mmaee Nwambeben Kabir; 1 ноября 1997 года, Бельгия) — марокканский и бельгийский футболист, нападающего английского клуба «Сток Сити» и сборной Марокко.

## Клубная карьера
Ммаэ — воспитанник академии «Стандарда». До неё сменил множество коллективов, начав заниматься футболом в семь лет. В 2015 году подписал контракт с клубом на три года. 21 мая 2015 года дебютировал в Лиге Жюпиле в поединке против «Гент», выйдя на замену на 82-й минуте вместо Мехди Карсела-Гонсалеса.
C сезона 2015/2016 более активно подводился к команде. Принял участие в пяти матчах, был основным игроком в концовке первенства.

## Карьера в сборной
Вызывался в юношеские сборные Бельгии различных возрастов, однако основным игроком нигде стать не смог.

## Семья
Отец — камерунец, мать — мароканка. Есть старший брат, Сэми Ммаэ.